# 布斯科茲德魯伊

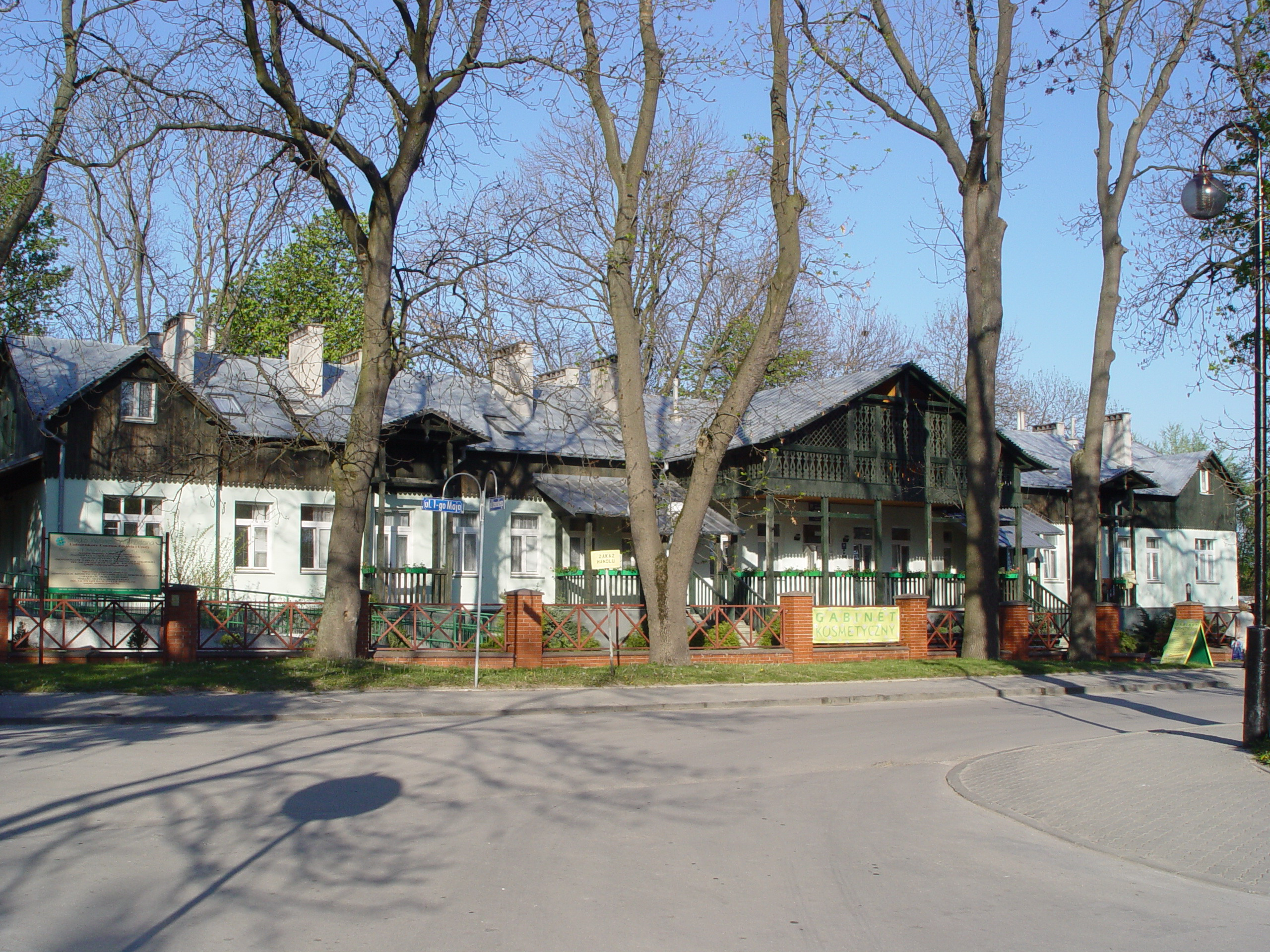

布斯科茲德魯伊是波蘭的城鎮，位於該國南部，距離首府凱爾采約50公里，由聖十字省負責管轄，始建於十二世紀，面積12.28平方公里，海拔高度220至250米，2006年人口17,297。

## 友好城市
- 德国施泰因海姆
- 匈牙利錫蓋特聖米克洛什
- 義大利斯佩基亚
- 芬兰豪基普達斯
- 乌克兰赫米利尼克

## 外部連結
- Information folder[永久]
- Official town webpage
- Map via mapa.szukacz.pl （页面存档备份，存于）

50°28′N 20°43′E / 50.467°N 20.717°E